# Congreso del Pueblo
El Congreso del Pueblo (en inglés: Congress of the People), abreviado como COPE, es un partido político sudafricano de ideología socialdemócrata fundado en 2008 por Mosiuoa Lekota, Mbhazima Shilowa y Mluleki George, como una escisión del Congreso Nacional Africano (ANC).
El partido fue anunciado después de una convención nacional celebrada en Sandton el 1 de noviembre de 2008, y se fundó en un congreso celebrado en Bloemfontein el 16 de diciembre de 2008. Su nombre hace eco del Congreso del Pueblo de 1955, mencionado en la Carta de la Libertad adoptada por el ANC. Por tal motivo, el nombre fue disputado legalmente por el partido oficialista, con el Tribunal Superior de Pretoria fallando a favor de COPE.
En las elecciones generales de Sudáfrica de 2009 y habiéndose fundado tan solo medio año atrás, COPE logró posicionarse como tercera fuerza nacional con casi un millón y medio de votos (7.42%) y 30 de los 400 escaños de la Asamblea Nacional. Al hacerlo contribuyó a privar al ANC de su mayoría absoluta de dos tercios, y arrebató el tercer puesto al Partido de la Libertad Inkatha (IFP), que quedó en cuarto lugar. Dado que Alianza Democrática (DA), principal partido de la oposición, no presentó una candidatura presidencial en el Parlamento, COPE si lo hizo, con Mvume Dandala como candidato, desafiando por segunda vez al candidato oficialista, en este caso Jacob Zuma.
Sin embargo, muy poco tiempo después de las elecciones, en el partido estalló una disputa de liderazgo entre las distintas facciones que apoyaban a Mosiuoa Lekota y otros apoyando a Mbhazima Shilowa, lo que llevó a una batalla judicial que duraría hasta la victoria de Lekota en 2014. Sin embargo, las disputas repercutieron en la popularidad del partido, perdiendo la mitad de su electorado en las elecciones municipales de 2011. Desde ese año hasta 2014, la mitad de los diputados de COPE o bien retornaron al ANC o bien se unieron a DA u a otros partidos. Finalmente, en las elecciones generales de 2014, el partido obtuvo solo 3 escaños y un 0.67% del voto popular, ubicándose en octavo lugar y perdiendo prácticamente toda su relevancia política.
En 2016, junto a otros partidos, COPE se unió a Alianza Democrática para formar gobiernos de coalición en las elecciones municipales de ese año, particularmente Nelson Mandela Bay, Johannesburgo, y Tshwane.

## Resultados electorales
|  | 7.42 % |

|  | 0.67 % |

|  | 0.27 % |